# Macassar (cheval)
Pour les articles homonymes, voir Macassar.
Le Macassar (indonésien : kuda makasar) est une race de poneys originaire de l'île de Célèbes (Macassar), en Indonésie. Très proche du Lombok, il est beaucoup plus numériquement nombreux que ce dernier, 215 000 individus étant recensés en 1997. Le Macassar a toujours été exporté, particulièrement vers l'Est de l'île de Java. C'est un petit cheval solide, doté de pieds résistants. Il est surtout employé pour la traction d'attelages légers.

## Dénomination
Kuda makasar est le nom indonésien. Il est également connu sous le nom de Sulawesi pony (poney de Célèbes, en français),. « Macassar » est renseigné à la fois comme nom en français et en anglais. 

## Histoire
Le Macassar est très similaire à la race voisine du Lombok, aussi, ces deux races sont souvent décrites ensemble, le Lombok pouvant être considéré comme un type de la race Macassar. « Kuda » signifie « cheval » en indonésien. 
Le Macassar pourrait descendre de chevaux Bima importés, bien que la littérature disponible ne fasse aucunement mention de telles exportations. La première mention connue de chevaux sur l'île de Macassar (Célèbes) remonte à 1540. Cette île est largement colonisée au fil du temps, notamment par des Nobles qui pratiquent l'élevage équin. Les Portugais font le commerce de cette race locale au moins depuis 1666, en faisant transiter les chevaux par l'île de Ceylan, à Jafnapatnam. Des chevaux Macassar sont exportés vers l'Est de l'île de Java, au moins depuis le XVIIe siècle, et notamment vers 1800. Ce commerce s’accentue aux XIXe siècle et XXe siècle, rendant vraisemblable une influence du Macassar sur le poney du Sri Lanka. Vers 1820, le bupati de Sumedang croise la race locale avec des poneys Macassar et Bima. Dans les années 1850, des poneys Timor, Sumba et Sumbawa sont à leur tour importés vers Célèbes.
En 1997, un recensement fiable établit la présence d'environ 215 000 poneys de race Macassar dans toute l'Indonésie.

## Description

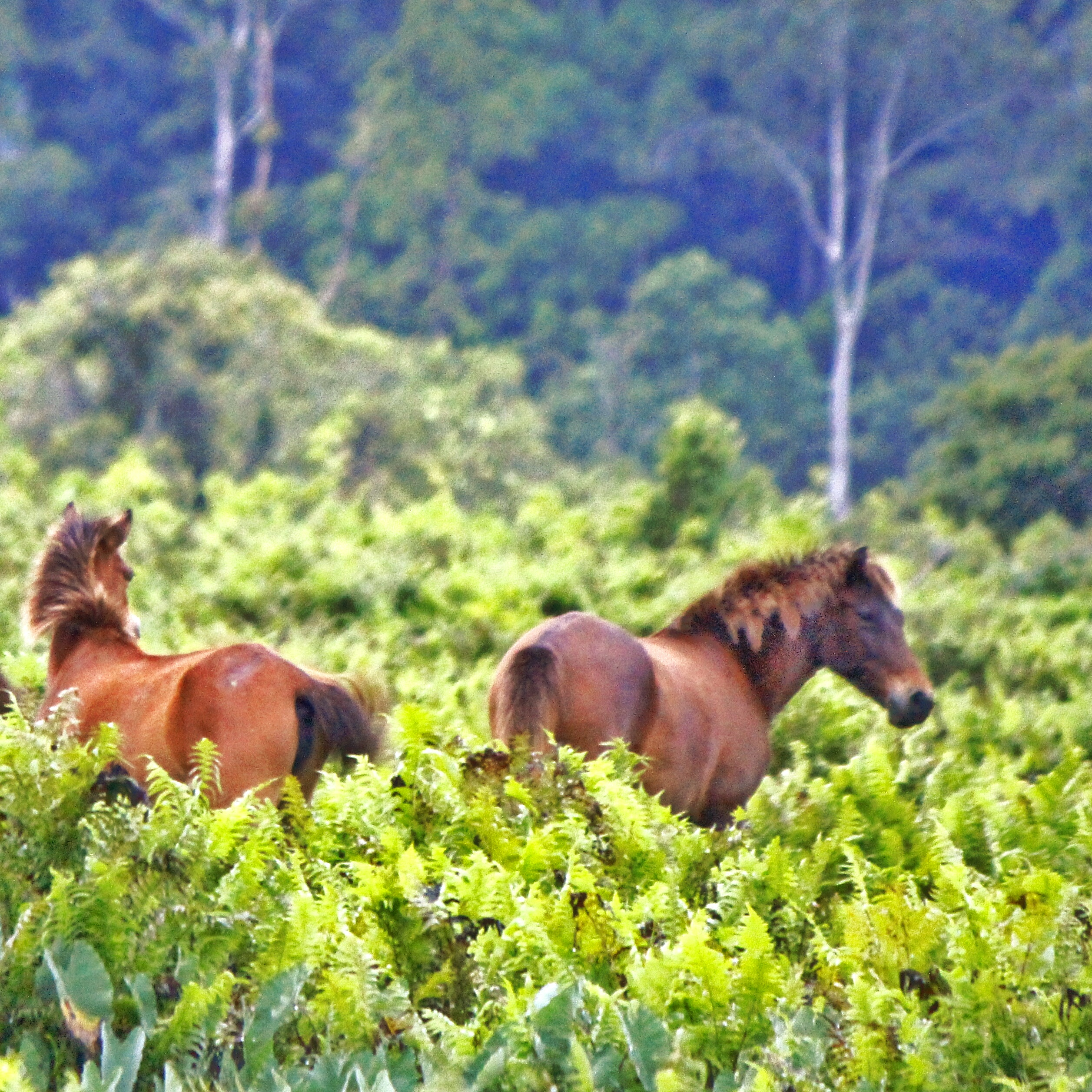
Macassar près du lac Lindu.

La base de données DAD-IS et le guide Delachaux (2014) indiquent une taille moyenne de 1,17 m chez les femelles, pour 1,21 m chez les mâles. CAB International (2016) donne une fourchette très similaire, de 1,17 m à 1,22 m.
Le modèle est typique des autres poneys d'Asie du Sud-Est,. Le Macassar est un petit cheval solide, dont les pieds sont particulièrement résistants,. 
La robe est généralement bai foncé,, mais toutes les couleurs communes sont possibles.
Le Macassar montre puissance et endurance, comparativement à sa taille réduite,,. La végétation de son île est de type « savane », abondante mais assez sèche.

## Utilisations
Le Macassar est surtout utilisé pour la traction,, les petites carrioles attelées sont en effet très communes sur l'île de Célèbes. Ce cheval est aussi employé sous la selle, en course, et pour des travaux agricoles.

## Diffusion de l'élevage
DAD-IS indique le Macassar comme race de chevaux de l'Indonésie, localement adaptée à son biotope. 
Le Macassar constitue la race de chevaux la plus répandue en Indonésie. Il est essentiellement propre à Célèbes (Sulawesi), la plus grande des îles de l'archipel indonésien.
L'étude menée par l'Université d'Uppsala, publiée en août 2010 pour la FAO, signale le Makasar comme race de chevaux asiatique locale,  qui n'est pas menacée d'extinction. 